# 21521 Hippalgaonkar
A 21521 Hippalgaonkar (ideiglenes jelöléssel 1998 KU55) a Naprendszer kisbolygóövében található aszteroida. A LINEAR projekt keretében fedezték fel 1998. május 23-án.